# Droga wojewódzka nr 584
Droga wojewódzka nr 584 (DW584) – droga wojewódzka klasy G o długości 25,8 km łącząca Sanniki z Łowiczem.